# Peire Vidal

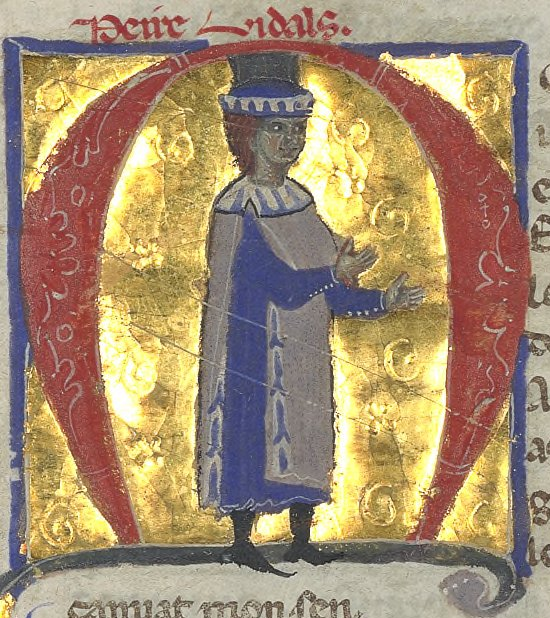
Peire Vidal (his name is written at top) as portrayed in a 13th-century chansonnier.

Peire Vidal (1175-1205) là một nghệ sĩ hát rong. Theo cuốn tiểu sử của ông thì ông sinh ra ở Toulouse, là con trai của một nhà buôn bán lông thú và ông cũng là một ca sĩ lớn.
Bốn mươi lăm bài hát của ông đã được bảo tồn cho đến ngày nay. Mười hai ca khúc vẫn có giai điệu minh chứng cho danh tiếng xứng đáng của bản chất âm nhạc của ông.